# Kaz (Russie)
Kaz (Каз) est une commune urbaine de Russie située dans l'arrondissement (raïon) de Tachtagol de l'oblast de Kemerovo. C'est le siège administratif de l'établissement urbain du même nom.

## Géographie
La commune est baignée par les rivières Bolchoï Kaz et Telbes (affluent de la Moundybacha).

## Histoire
Le village est fondé dans la taïga profonde à cause de la construction et de l'exploitation d'une grande mine pour l'extraction de minerai de fer. Le gisement est exploité en plusieurs étapes: 1930-1931, 1939-1943 et à partir de 1950 jusqu'à nos jours. De plus l'on construit le village de Novostroïka et celui de Kaz-2.
Le village reçoit en 1959 le statut de commune urbaine. Il avait 5 000 habitants en 1968. Il possède une école moyenne, une bibliothèque, un club, un cinéma, un petit hôpital, une polyclinique, des jardins d'enfants, un bureau de la Poste de Russie et des ateliers mécaniques.

## Population
Recensements (*) ou estimations de la population
| 1959* | 1970* | 1979* | 1989* |
| ----- | ----- | ----- | ----- |
| 4 233 | 6 242 | 5 024 | 5 218 |

| 2002* | 2010* | 2012  | 2013  |
| ----- | ----- | ----- | ----- |
| 4 977 | 4 623 | 4 511 | 4 429 |

| 2016  | 2019  | 2021  | - |
| ----- | ----- | ----- | - |
| 4 281 | 4 063 | 4 254 | - |

## Économie
Une cinquantaine d'entreprises sont enregistrées à Kaz, certaines en lien avec l'extraction minière. La source d'approvisionnement en eau du village est la rivière Telbes.

## Transport
Des lignes d'autocars relient la commune à Tachtagol, Temirtaou, Novokouznetsk. La route Moundybach-Termitaou-Tachtagol traverse la commune. Une route de contournement construite en 2016 évite le village même; elle va du quartier de la gare de Tenech au faubourg Tsentralny. 
La gare de Tenech se trouve à côté du village.